# Miltogramma angustifrons
Miltogramma angustifrons är en tvåvingeart som först beskrevs av Townsend 1933.  Miltogramma angustifrons ingår i släktet Miltogramma och familjen köttflugor. Inga underarter finns listade i Catalogue of Life.